# Condado de Coahoma
O Condado de Coahoma é um dos 82 condados do estado norte-americano do Mississippi. A sede de condado é Clarksdale, que é também a sua maior cidade.
O condado tem uma área de 1510 km² (dos quais 75 km² estão cobertos por água), uma população de 30 622 habitantes, e uma densidade populacional de 21 hab/km² (segundo o censo nacional de 2000). O condado foi fundado em 1836 e recebeu o seu nome a partir de uma palavra dos ameríndios Choctaw que significa "pantera vermelha".